# Список наград и номинаций Лоры Дерн
Ло́ра Эли́забет Дерн (англ. Laura Elizabeth Dern; род. 10 февраля 1967, Лос-Анджелес, Калифорния, США) — американская актриса. Лауреат премий «Оскар» (2020), BAFTA (2020), пяти премий «Золотой глобус» (1993, 2009, 2012, 2018, 2020), премии «Эмми» (2017) и Премии Гильдии киноактёров США (2020).
Кинодебют Дерн состоялся в 1973 году в боевике «Белая молния», в котором она снялась вместе со своей матерью, известной актрисой Дайан Ладд. В 1982 году Дерн получила звание мисс «Золотой глобус», дающееся сыну или дочери известного в киноиндустрии человека. В 1991 году Дерн вместе со своей матерью снилась в фильме Марты Кулидж «Беспутная Роза». За актерскую работу в ленте она была номинирована на соискание премий «Оскар» и «Золотой глобус» за лучшую женскую роль и лучшую женскую роль — драма соответственно.В последующие годы Дерн пробовала свои силы на телевидении. В 1992 году она исполнила главную роль в телефильме HBO «Форсаж», за актерскую работу в котором получила первый в своей карьере «Золотой глобус», а также была номинирована на премию «Эмми». Позже Дерн как гостевая актриса появлялась в таких сериалах, как «Падшие ангелы» (1993) и «Эллен» (1997), за которые она вновь была номинирована на премию «Эмми». В 1999 году Дерн снова была номинирована на «Золотой глобус» за свое выступление в телефильме Showtime «Детский танец».После полосы творческого кризиса в начале XXI-о века, Дерн получила свой второй «Золотой глобус», а также в четвертый раз была номинирована на премию «Эмми» и в первый раз на Премию Гильдии киноактёров США за телефильм «Пересчет». С 2011 по 2013 годы Дерн исполняла главную роль в комедийном сериале HBO «Просветленная». За свое выступление в сериале она получила свой третий «Золотой глобус» и в пятый раз была номинирована на «Эмми». В 2015 году Дерн была во второй раз номинирована на премию «Оскар» за лучшую женскую роль второго плана в биографическом фильме Жан-Марка Валле «Дикая». В 2017 году Дерн исполнила одну из главных ролей в мини-сериале «Большая маленькая ложь». За актерскую работу в телепроекте она получила свой четвертый «Золотой глобус» и первую статуэтку премии «Эмми», а также дважды была номинирована на Премию Гильдии киноактёров США. В 2018 году она исполнила главную роль в биографическом телефильме «Рассказ», за который она была в седьмой раз номинирована на премии «Золотой глобус» и «Эмми». В 2019 году Дерн исполнила одну из главных ролей в драматическом фильме Ноа Баумбах «Брачная история». За актерскую работу в ленте она получила пятый «Золотой глобус», а также впервые в своей карьере была отмечена премиями «Оскар», BAFTA и Премией Гильдии киноактёров США за лучшую женскую роль второго плана.

## Основные премии

### Премия «Оскар»
| Год  | Категория                         | Работа            | Результат |
| ---- | --------------------------------- | ----------------- | --------- |
| 1992 | Лучшая женская роль               | «Беспутная Роза»  | Номинация |
| 2015 | Лучшая женская роль второго плана | «Дикая»           | Номинация |
| 2020 | Лучшая женская роль второго плана | «Брачная история» | Победа    |

### Премия «Золотой глобус»
| Год  | Категория                                                                 | Работа                   | Результат |
| ---- | ------------------------------------------------------------------------- | ------------------------ | --------- |
| 1992 | Лучшая женская роль — драма                                               | «Беспутная Роза»         | Номинация |
| 1993 | Лучшая женская роль — мини-сериал или телефильм                           | «Форсаж»                 | Победа    |
| 1999 | Лучшая женская роль — мини-сериал или телефильм                           | «Детский танец»          | Номинация |
| 2009 | Лучшая женская роль второго плана — мини-сериал, телесериал или телефильм | «Пересчет»               | Победа    |
| 2012 | Лучшая женская роль в телевизионном сериале — комедия                     | «Просветленная»          | Победа    |
| 2018 | Лучшая женская роль второго плана — мини-сериал, телесериал или телефильм | «Большая маленькая ложь» | Победа    |
| 2019 | Лучшая женская роль — мини-сериал или телефильм                           | «Рассказ»                | Номинация |
| 2020 | Лучшая женская роль второго плана — кинофильм                             | «Брачная история»        | Победа    |

### Прайм-таймовая премия «Эмми»
| Год  | Категория                                                       | Работа                   | Результат |
| ---- | --------------------------------------------------------------- | ------------------------ | --------- |
| 1992 | Лучшая женская роль в мини-сериале или телефильме               | «Форсаж»                 | Номинация |
| 1994 | Лучшая приглашенная актриса в драматическом телесериале         | «Падшие ангелы»          | Номинация |
| 1997 | Лучшая приглашённая актриса в комедийном телесериале            | «Эллен»                  | Номинация |
| 2008 | Лучшая женская роль второго плана в мини-сериале или телефильме | «Пересчет»               | Номинация |
| 2013 | Лучшая женская роль в комедийном телесериале                    | «Просветленная»          | Номинация |
| 2017 | Лучшая женская роль второго плана в мини-сериале или телефильме | «Большая маленькая ложь» | Победа    |
| 2018 | Лучшая женская роль в мини-сериале или телефильме               | «Рассказ»                | Номинация |
| 2020 | Лучшая женская роль второго плана в драматическом телесериале   | «Большая маленькая ложь» | Номинация |

### BAFTA
| Год  | Категория                         | Работа            | Результат |
| ---- | --------------------------------- | ----------------- | --------- |
| 2020 | Лучшая женская роль второго плана | «Брачная история» | Победа    |

### Премия Гильдии киноактёров США
| Год  | Категория                                         | Работа                   | Результат |
| ---- | ------------------------------------------------- | ------------------------ | --------- |
| 2009 | Лучшая женская роль в телефильме или мини-сериале | «Пересчет»               | Номинация |
| 2018 | Лучшая женская роль в телефильме или мини-сериале | «Большая маленькая ложь» | Номинация |
| 2020 | Лучший актёрский состав в драматическом сериале   | «Большая маленькая ложь» | Номинация |
| 2020 | Лучшая женская роль второго плана                 | «Брачная история»        | Победа    |